# カメラ・ドール
カメラ・ドール（仏語La Caméra d'or）は、カンヌ国際映画祭の部門の1つ。新人監督に与えられる。

## 概要
1978年、前年まであった「新人監督賞」という部門に代わり、ジル・ジャコブによって設立された。
コンペティション部門、監督週間、国際批評家週間で上映された作品の中から、独立した審査員によって選ばれ、閉会式で発表される。
「60分以上」かつ「劇場公開」された「最初」の映画が対象となる。学生時代に学位のために制作した映画やテレビ放映のために制作したテレビ映画はカウントされない。アニメーションやドキュメンタリーなど形式は問わない。
カメラ・ドールには選出されなかったが特筆すべき優れた作品があった場合は、特別佳作(Caméra d'Or — Mention d'honneur)として表彰される。
1997年に河瀬直美が『萌の朱雀』で受賞。受賞時27歳は史上最年少であり、日本人として唯一の受賞である。

## 受賞リスト
| 開催年 | 受賞者（監督）                                               | 作品                                                                  | 国                                         |
| ------ | ------------------------------------------------------------ | --------------------------------------------------------------------- | ------------------------------------------ |
| 1978年 | ロバート・M・ヤング                                          | Alambrista!                                                           | アメリカ合衆国                             |
| 1979年 | ジョン・ハンソン ロブ・ニルソン                              | ノーザン・ライツ Northern Lights                                      | アメリカ合衆国                             |
| 1980年 | ジャン＝ピエール・ドニ                                       | Histoire d'Adrien                                                     | フランス                                   |
| 1981年 | ヴァディム・グロウナ                                         | Desperado City                                                        | ドイツ                                     |
| 1982年 | ロマン・グーピル                                             | 30歳の死 Mourir à 30 ans                                              | フランス                                   |
| 1983年 | パル・エルドス                                               | Adj kiraly katonat                                                    | ハンガリー                                 |
| 1984年 | ジム・ジャームッシュ                                         | ストレンジャー・ザン・パラダイス Stranger Than Paradise               | アメリカ合衆国                             |
| 1985年 | フィナ・トレス                                               | 追想のオリアナ Oriana                                                 | ベネズエラ フランス                        |
| 1986年 | クレール・ドヴェール                                         | Noir et blanc                                                         | フランス                                   |
| 1987年 | ナナ・ジョルジャーゼ                                         | ロビンソナーダ Robinzoniada, anu chemi ingliseli Papa                 | ジョージア                                 |
| 1988年 | ミーラー・ナーイル                                           | サラーム・ボンベイ! Salaam Bombay!                                    | インド イギリス フランス アメリカ合衆国    |
| 1989年 | イルディゴ・エンエディ                                       | 私の20世紀 Az én XX. századom                                         | ハンガリー 西ドイツ                        |
| 1990年 | ヴィターリー・カネフスキー                                   | 動くな、死ね、甦れ! Замри, умри, воскресни!                           | ソビエト連邦                               |
| 1991年 | ジャコ・ヴァン・ドルマル                                     | トト・ザ・ヒーロー Toto le Héros                                      | ベルギー フランス ドイツ                   |
| 1992年 | ジョン・タトゥーロ                                           | マック/約束の大地 Mac                                                 | アメリカ合衆国                             |
| 1993年 | トラン・アン・ユン                                           | 青いパパイヤの香り Mùi đu đủ xanh                                     | ベトナム フランス                          |
| 1994年 | パスカル・フェラン                                           | 死者とのちょっとした取引 Petits arrangements avec les morts           | フランス                                   |
| 1995年 | ジャファール・パナヒ                                         | 白い風船 بادکنک سفيد, Badkonake sefid                                 | イラン                                     |
| 1996年 | シャーリー・バーレット                                       | ラブ・セレナーデ Love Serenade                                        | オーストラリア                             |
| 1997年 | 河瀬直美                                                     | 萌の朱雀                                                              | 日本                                       |
| 1998年 | マーク・レヴィン                                             | SLAM Slam                                                             | アメリカ合衆国                             |
| 1999年 | ムラリ・ナイール                                             | 死の玉座 Marana Simhasanam                                            | インド                                     |
| 2000年 | バフマン・ゴバディ                                           | 酔っぱらった馬の時間 زمانی برای مستی اسب‌ها, Zamani barayé masti asbha | イラン フランス                            |
| 2000年 | ハッサン・イェクタパナー                                     | Djomeh                                                                | イラン                                     |
| 2001年 | ザカリアス・クヌク                                           | 氷海の伝説 Bord de mer                                                | カナダ                                     |
| 2002年 | ジュリー・ロペス＝キュルヴァル                               | 海のほとり                                                            | フランス                                   |
| 2003年 | クリストファー・ボー                                         | 恋に落ちる確率 Reconstruction                                         | デンマーク                                 |
| 2004年 | ケレン・イェダヤ                                             | Or                                                                    | イスラエル フランス                        |
| 2005年 | ミランダ・ジュライ                                           | 君とボクの虹色の世界 Me and You and Everyone We Know                  | アメリカ合衆国                             |
| 2005年 | ヴィムクティ・ジャヤスンダラ                                 | 見捨てられた土地 Sulanga Enu Pinisa                                   | スリランカ                                 |
| 2006年 | コルネリウ・ポルンボユ                                       | ブカレストの東、12時8分 A fost sau n-a fost?                          | ルーマニア                                 |
| 2007年 | エトガー・ケレット シーラ・ゲフェン                          | ジェリーフィッシュ Meduzot מדוזות                                     | フランス イスラエル                        |
| 2008年 | スティーヴ・マックイーン                                     | ハンガー Hunger                                                       | イギリス アイルランド                      |
| 2009年 | ワーウィック・ソーントン                                     | Samson & Delilah                                                      | オーストラリア                             |
| 2010年 | マイケル・ロウ                                               | Año bisiesto                                                          | メキシコ                                   |
| 2011年 | パブロ・ジョルジェーリ                                       | Las Acacias                                                           | アルゼンチン                               |
| 2012年 | ベン・ザイトリン                                             | ハッシュパピー 〜バスタブ島の少女〜 Beasts of the Southern Wild       | アメリカ合衆国                             |
| 2013年 | アンソニー・チェン                                           | イロイロ ぬくもりの記憶 Ilo Ilo                                       | シンガポール                               |
| 2014年 | マリー・アマシューケリ クレール・ブルジェ サミュエル・セイス | Party Girl                                                            | フランス                                   |
| 2015年 | セサル・アウグスト・アセベド                                 | La tierra y la sombra                                                 | コロンビア フランス オランダ チリ ブラジル |
| 2016年 | ウーダ・ベニャミナ                                           | ディヴァイン Divines                                                  | フランス                                   |
| 2017年 | レオノール・セライユ                                         | 若い女 Jeune Femme                                                    | フランス                                   |
| 2018年 | ルーカス・ドン                                               | Girl/ガール Girl                                                      | ベルギー                                   |
| 2019年 | César Díaz                                                   | Nuestras madres                                                       | グアテマラ                                 |
| 2021年 | Antoneta Alamat Kusijanović                                  | Murina                                                                | クロアチア                                 |
| 2022年 | ライリー・キーオ ジーナ・ギャメル                            | War Pony                                                              | アメリカ合衆国                             |

## スペシャル・メンション（特別表彰）受賞リスト
| 開催年 | 受賞者（監督）            | 作品                                | 国                                |
| ------ | ------------------------- | ----------------------------------- | --------------------------------- |
| 1989年 | クリスチャン・ワグナー    | ワラー最後の旅 Wallers letzter Gang | 西ドイツ                          |
| 1989年 | シャジ・N・カルン         | Piravi പിറവി                          | インド                            |
| 1990年 | Irena Pavlásková          | Cas dluhu                           | チェコ                            |
| 1990年 | Sabine Prenczina          | Farendj                             | フランス                          |
| 1991年 | Jocelyn Moorhouse         | Proof                               | オーストラリア                    |
| 1991年 | ディーパ・メータ          | Sam & Me                            | インド                            |
| 1993年 | Elaine Proctor            | Friends                             | 南アフリカ共和国                  |
| 1994年 | ムフィーダ・トゥラートリ  | ある歌い女の思い出 Samt el qusur    | フランス チュニジア               |
| 1995年 | Hal Salwen                | Denise Calls Up                     | アメリカ合衆国                    |
| 1997年 | ブリュノ・デュモン        | ジーザスの日々 La Vie de Jésus      | フランス                          |
| 2002年 | カルロス・レイガダス      | ハポン Japón                        | スペイン メキシコ                 |
| 2003年 | セディク・バルマク        | アフガン零年 أسامة                  | アフガニスタン                    |
| 2004年 | 杨超                      | 旅程                                | 中国                              |
| 2004年 | Mohsen Amiryoussefi       | Khab-e talkh                        | イラン                            |
| 2007年 | アントン・コービン        | コントロール Control                | イギリス                          |
| 2008年 | Valeriya Gai Germanika    | Vse umrut, a ya ostanus             | ロシア                            |
| 2009年 | Scandar Copti Yaron Shani | Ajami                               | イスラエル                        |
| 2022年 | 早川千絵                  | PLAN 75                             | 日本 フランス フィリピン カタール |